# لوید (مونتانا)
لوید (به انگلیسی: Lloyd) یک منطقهٔ مسکونی در ایالات متحده آمریکا است که در شهرستان بلین، مونتانا واقع شده‌است. لوید ۱٬۱۸۲٫۹۴ متر بالاتر از سطح دریا قرار دارد.